# Paràsit
|  | Per a altres significats, vegeu «Paràsit (desambiguació)». |

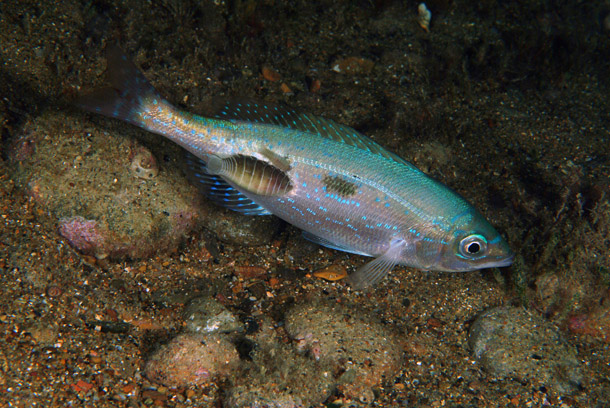
Poll de mar; isòpode del gènere Anilocra (família des cimotoids Cymothoidae) parasitant una xucla (Spicara maena)

Un paràsit és un organisme que estableix una relació tròfica amb un altre organisme d'una altra espècie anomenat l'hoste del que s'alimenta el paràsit. El paràsit pot produir perjudicis a l'hoste i de vegades causar la mort. La ciència que estudia els paràsits és la parasitologia.
Les relacions de parasitisme són ubiques a la natura. De fet el parasitisme és una delicada relació de depredació amb la diferència que el paràsit estableix una relació duradora o semipermanent amb el seu hoste. Quan el paràsit és un organisme animal se sol parlar d'infestació de l'hoste, mentre que quan el paràsit és un bacteri, fong o virus se sol parlar d'infecció.
Els danys causats pels paràsits poden prendre diferents formes, des de patologies directes fins a efectes més subtils com picors o canvis de comportament de l'hoste. Per exemple, alguns cucuts ponen els ous en nius d'altres espècies de manera que les seves cries són alimentades per pares aliens, la cria de cucut creix més de pressa que les altres fins que les fa fora del niu.
Alguns exemples de paràsits mès comuns són: Cryptosporidium parvum , Giardia lambia , Toxoplasma gondii, Leishmània  entre d'altres.

## Tipus de parasitisme

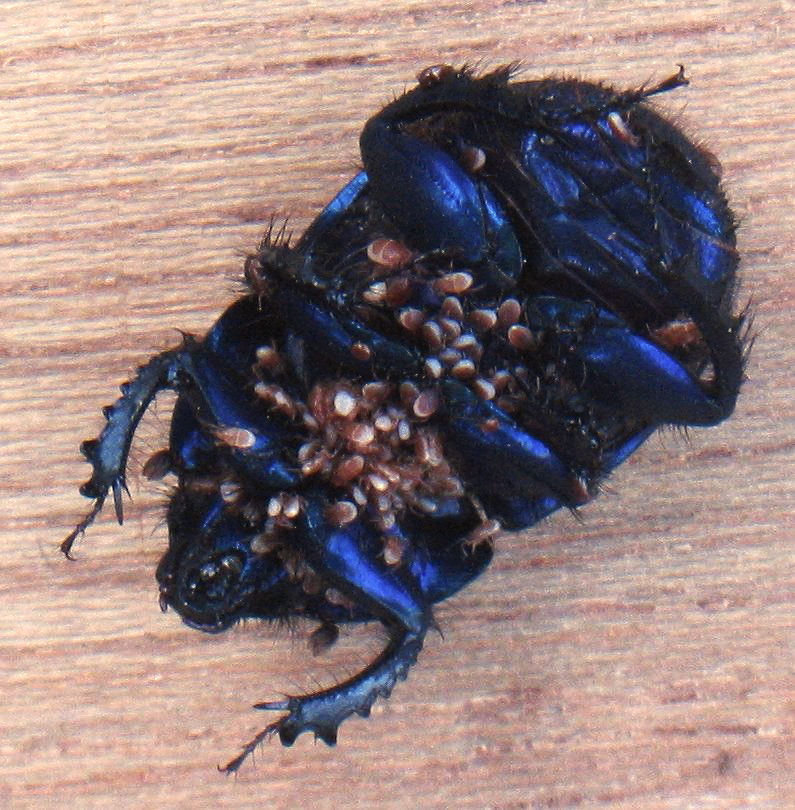
Exemple d'ectoparasitisme

Es distingeixen dos tipus de parasitisme segons les interaccions amb l'hoste i els seus cicles vitals:
- El parasitisme necròfag. Els necròfags són paràsits que utilitzen l'hoste fins que el maten, com els mixinoïdeus.
- El parasitisme biotròfic. Els biotròfics mantenen viu l'hoste com la xinxa del llit.

Hi ha també dos tipus de parasitisme segons la localització del paràsit: 
- L'ectoparasitisme, en el cas de paràsits que viuen a l'exterior, sobre la superfície de l'hoste, com la puça.
- L'endoparasitisme, en el cas de paràsits que viuen a l'interior de l'hoste, com ara la tènia en els mamífers i tots els cucs paràsits.

Els endoparàsits poden existir en dues formes: intercel·lulars (habiten espais dins del cos de l'hoste) o intracel·lulars (habiten les cèl·lules dins del cos de l'hoste). Els paràsits intracel·lulars com els bacteris o els virus, tendeixen a dependre d'un tercer organisme que es coneix generalment com el seu vector. El vector s'encarrega de transmetre'l a l'hoste. Un exemple d'aquesta interacció és la transmissió del protozou del gènere Plasmodium, agent causal de la malària, als humans per la picada d'un mosquit Anopheles.
Un epiparàsit és aquell que s'alimenta d'un altre paràsit. Aquesta relació de vegades s'anomena hiperparasitisme que pot ser exemplificada per un protozou (l'hiperparàsit) vivint en el tracte digestiu d'una puça que viu en un gos. Per evitar-ho, és habitual usar un collar antiparasitari que manté els paràsits lluny de l'animal que el porta.
Els paràsits socials prenen avantatge de les interaccions entre membres d'organismes socials com les formigues i els tèrmits. En el cleptoparasitisme els paràsits recullen (o arrabassen) l'aliment de l'hoste.
El parasitisme pot prendre la forma d'explotació aïllada entre la més generalitzada interacció de mutualisme. Per exemple moltes menes de plantes i fongs intercanvien carboni i nutrients en les relacions de micorriza.
Els parasitoides són organismes dels quals la larva es desenvolupa dins de la superfície d'un altre organisme, resultant en la mort de l'hoste. Això significa que té algunes característiques de la depredació.
Un adelfoparàsit és un paràsit en el qual l'espècie hoste està estretament relacionada amb el paràsit, sovint essent membre de la mateixa família o gènere. N'és un exemple el parasitoide de la mosca negra dels cítrics, Encarsia perplexa, les femelles verges de les quals ponen ous, sense fecundar, en les larves desenvolupades de la seva mateixa espècie. D'això en resulta la generació de mascles. El cuc marí Bonellia viridis té una estratègia reproductiva similar.

## Evolució
Evolutivament parlant, el parasitisme biotròfic és un sistema de vida molt reeixit. La meitat de les espècies animals tenen alguna fase de la seva vida com a forma paràsita i gairebé la totalitat dels animals salvatges hostatgen algun paràsit.
La línia entre parasitisme i simbiosi no és tan clara com sembla. Per exemple els búfags, ocells africans que s'alimenten al seu torn de paparres i altres paràsits que hi ha sobre búfals. En un primer moment sembla que els búfals es beneficien de l'activitat d'aquests ocells i aquests al seu torn s'alimenten. Tanmateix, els búfags, anomenats també picabous, s'alimenten també de la sang de les ferides causades en retirar les paparres furgant amb el bec les ferides per impedir que aquestes deixin de sagnar.
La interacció biològica entre l'hoste i el paràsit pot arribar a convertir-se en simbiosi si el paràsit en comptes de perjudicar l'hoste li proporciona algun benefici.
La discontinuïtat temporal de l'hàbitat dels paràsits, és a dir, els hostes, obliga els paràsits a reproduir-se de manera molt prolífica per compensar el fet que la major part dels descendents no trobaran un nou hoste i, per tant, moriran.